# Anthicus flavipes
Anthicus flavipes är en skalbaggsart som först beskrevs av Georg Wolfgang Franz Panzer 1797.  Anthicus flavipes ingår i släktet Anthicus, och familjen kvickbaggar. Arten är reproducerande i Sverige.

## Bildgalleri

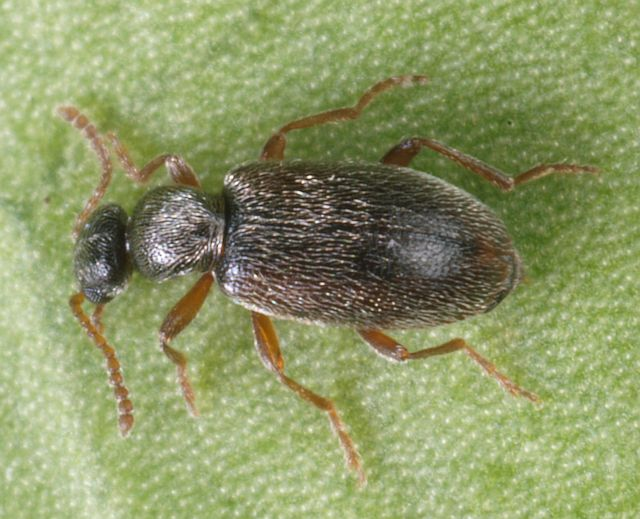